# Marquette-lez-Lille
 Marquette-lez-Lille  es una población y comuna francesa, en la región de Norte-Paso de Calais, departamento de Norte, en el distrito de Lille y cantón de Lille-Ouest.

## Demografía
| 8050 | 9007 | 8244 | 7880 | 11 013 | 10 822 |
| Para los censos de 1962 a 1999 la población legal corresponde a la población sin duplicidades (Fuente: INSEE [Consultar]) |      |      |      |        |        |